# フレッセイ
株式会社フレッセイ（英: FRESSAY Co., LTD.）は、群馬県前橋市に本社を置き、同県及び栃木県、埼玉県でスーパーマーケット「フレッセイ」などを展開する、アクシアル リテイリング傘下の事業子会社及び中間持株会社である。

## 概要
1850年、鮮魚商「松葉屋」として創業。法人としては1950年11月6日、株式会社松清本店として設立。1958年、前橋市に北関東初のスーパーマーケットをオープンさせた。
現在は群馬県内を中心に栃木県、埼玉県北部へも店舗を展開している。その他、1999年に大創産業とFC契約を結び、100円ショップのダイソーの出店も手がけている。
2013年10月1日付で、新潟県を中心にスーパー「原信」「ナルス」を展開するアクシアル リテイリングと経営統合し、フレッセイグループの持株会社であった株式会社フレッセイホールディングスは中間持株会社として同社の傘下に置かれた。さらに2014年4月1日付でグループ内の資本構成見直しを図るため、フレッセイホールディングスがフレッセイを吸収合併して商号を株式会社フレッセイに改称し、事業会社はアクシアルの直接傘下に置かれ現在の体制となった。
アクシアル傘下の2社と同様、CGCグループに加盟している。なおCGCグループ各社が発行するトヨタファイナンスの「TS CUBICカード」は、フレッセイでは「フレッセイカスタマーカード」として個別に発行している。またこれとは別にポイントカードのサービスも実施している。

## 沿革
- 1850年（嘉永3年） - 鮮魚・塩干物の卸小売業「松葉屋」として創業。
- 1950年（昭和25年）11月6日 - 株式会社松清本店設立。
- 1958年（昭和33年）2月14日 - 北関東初のスーパーマーケット中央店オープン。
- 1971年（昭和46年）11月 - 株式会社マツセー設立。
- 1979年（昭和54年）- 松清とマツセーが合併。
- 1980年（昭和55年）- 前橋市力丸町に本部を移転。
- 1986年（昭和61年）- 台湾・味全食品との合弁で「松青商業股份有限公司」を設立。「松青超市」を台湾にて展開。
- 1992年（平成4年）5月1日 - 商号を株式会社フレッセイに変更。
- 1994年（平成6年）10月25日 - 館林店を転換する形でディスカウント業態1号店「ビッグハウス館林店」オープン[2]（後に通常店舗に戻す）。
- 1997年（平成9年）5月30日 - フォリオ佐野店（栃木県佐野市）オープン（栃木県初進出）。
- 1998年（平成10年）7月31日 - いなげやから3店舗（倉賀野店[3]、新町店など）の営業譲受。
- 1999年（平成11年）4月2日 - フォリオ篭原店（埼玉県深谷市）オープン（埼玉県初進出）。
- 2004年（平成16年）7月16日 - クラシード若宮オープン、
- 2006年（平成18年）9月15日 - 株式会社おざき（現・フレール）を子会社化。
- 2008年（平成20年）2月14日 - スーパーマーケット創業50周年。
- 2011年（平成23年）
  - 4月20日 - 持株会社制への移行にあたり、資本金5000万円で、会社分割による小売部門の移管のための新会社「新フレッセイ準備会社」を設立。
  - 9月1日 - グループ会社を含めた持株会社制に移行。フレッセイを株式会社フレッセイホールディングスに商号変更し、グループ統括会社とする。同時に新フレッセイ準備会社を株式会社フレッセイと改称し、事業会社とする。
  - 11月25日 - クラシーズ連取オープン。
- 2013年（平成25年）10月1日 - 原信ナルスホールディングスと株式交換を行い経営統合。同日付で原信ナルスホールディングスの商号を「アクシアル リテイリング株式会社」に改称。フレッセイHDはアクシアル傘下の中間持株会社となる。
- 2014年（平成26年）4月1日 - フレッセイホールディングスがフレッセイを吸収合併し、株式会社フレッセイに改称。
- 2015年 台湾・味全食品との合弁会社の「松青超市」を現地の大手スーパーチェーン「全聯」に両社が売却。

## 店舗
- 店舗数51[4]
  - ○はセブン銀行ATM設置店舗・◆は群馬銀行ATM設置店舗・◇は東和銀行ATM設置店舗・■はしののめ信用金庫ATM設置店舗・□は桐生信用金庫ATM設置店舗・★はJAバンクATM設置店舗。

≪フォリオ≫　（フレッセイを核店舗とした小規模近隣型ショッピングセンター）
- 群馬県
  - フォリオ駒形◆◇（前橋市）
  - フォリオ吉岡◆■（北群馬郡吉岡町）
  - フォリオ富岡◆◇（富岡市）
  - フォリオ赤堀◆、フォリオ安堀◆★（伊勢崎市）
  - フォリオ大泉◆◇□（邑楽郡大泉町）
  - フォリオ板倉◆（邑楽郡板倉町）
- 栃木県
  - フォリオ佐野（佐野市）
- 埼玉県
  - フォリオ籠原（深谷市）

≪フレッセイ≫
- 群馬県
  - 大利根店◆◇■、荒牧店◆◇、片貝店◆◇■、アイム大胡店、フォリオ駒形店◆◇、元総社蒼海店◆（前橋市）
  - 小鳥店◇、南大類店◆、石原店◆、倉賀野西店◆、新保店◆、箕郷店◆、新町店○、上並榎店◆（高崎市）
  - 境町店◆、フォリオ赤堀店◆、フォリオ安堀店◆★、田部井店○、富塚店◆、境南店（伊勢崎市）
  - 天神店◆、桐生南店（桐生市）
  - 宝泉店◆（太田市）
  - 藤岡店◆■、フィール藤岡店、鬼石店（藤岡市）
  - 沼田店、沼田ビバタウン店(2022/9閉店)[5]、沼田恩田店（沼田市）
  - 館林美園店〇（館林市）
  - フォリオ富岡店◆◇（富岡市）
  - 阿久津店（渋川市）
  - 笠懸店（みどり市）
  - フォリオ吉岡店◆■（北群馬郡吉岡町）
  - 榛東新井店（北群馬郡榛東村）
  - 玉村店（佐波郡玉村町）
  - フォリオ大泉店◆◇□（邑楽郡大泉町）
  - フォリオ板倉店◆（邑楽郡板倉町）

- 栃木県
  - 通町店〇（足利市）
  - フォリオ佐野店（佐野市）

- 埼玉県
  - フォリオ篭原店、田谷店○（深谷市）
  - 児玉店〇（本庄市）

≪クラシード≫　（フレッセイの高級業態）
- 群馬県
  - クラシード若宮〇（前橋市）〔成城石井の商品も取り扱っている。〕

≪クラシーズ≫　（フレッセイとクラシードの中間業態）
- 群馬県
  - クラシーズ連取□（伊勢崎市）
  - クラシーズ寄木戸（邑楽郡大泉町）
  - クラシーズ新前橋（前橋市）

≪ダイソー≫　（FC店舗）
- 群馬県
  - 片貝店、大胡店（前橋市）
  - 箕郷店（高崎市）
  - 赤堀店（伊勢崎市）

## グループ会社
- 力丸流通サービス（商品物流）
- フレッセイヒューマンズネット（障碍者雇用）
- 高翔商事（不動産管理）

## 過去に展開していた業態
- サンホーム（ホームセンター）
- ハピーボックス（書籍・ビデオレンタル）
- エフエスオート（自動車ディーラー業）
  - 1984年、フォード車の販売会社「オートラマ関越」として設立。群馬県のフォード車正規販売店として営業した。その後商号を改称してアルファロメオ、フィアット、マセラティ、1999年9月1日にはスズキのそれぞれ正規販売店となったが、後年は同業他社に販売権を順次譲渡するなどして事業から撤退し、2011年3月31日付で解散した。解散後、前橋市の石油製品販売会社「サンワ」がフォードのサービス指定工場の運営を引き継ぎ、旧南高崎店（高崎市）で営業している。

- 清和コーポレーション（自動車ディーラー業）
  - 2003年、エフエスオートとは別に設立。フォルクスワーゲン正規販売店「フォルクスワーゲン前橋荒牧」を運営していた。スーパーマーケット事業と関連が薄くなったため、2017年9月「株式会社茨日ホールディング」（茨城日産自動車）へ売却。これを以って自動車ビジネスから完全撤退となった。